# Controverses sur la grammaire anglaise
Pour un article plus général, voir Grammaire anglaise.
Des controverses sur la grammaire anglaise surgissent lorsqu'il y a désaccord sur la correction d'une construction anglaise.
Elles sont souvent assez passionnées, les locuteurs défendant fréquemment avec vigueur les règles de grammaire qu'ils ont apprises à l'école. En l'absence même de toute controverse, il arrive parfois aux anglophones d'éprouver un sentiment de colère face à des erreurs grammaticales.

## Arguments employés
Il existe plusieurs exemples de controverses durables sur la grammaire anglaise (certains sont résumés ci-après) et chaque cas possède ses spécificités propres ; les gens ont toutefois utilisé et continuent d'utiliser beaucoup d'arguments semblables pour justifier leurs positions dans différents cas. Les arguments suivants font partie des plus courants :
- Puisque les règles de grammaire sont largement conventionnelles, les constructions perçues comme plus anciennes et mieux établies sont souvent considérées comme supérieures ; par contraste, celles qui sont perçues comme des innovations récentes (voir Néologisme) sont souvent critiquées, en général du fait de leur association de départ avec des locuteurs peu instruits ou non familiers des règles traditionnelles.
- Son usage par un auteur respecté donne souvent de la crédibilité à une construction, mais pas toujours ; ainsi, lorsqu'il semble que l'auteur écrit délibérément de façon non standard, par exemple en orthographe phonétique. À l'inverse, dans une controverse opposant deux constructions, l'usage de l'une par un auteur peut être perçue comme un point marqué au détriment de l'autre.
- Dans les cas ayant trait à la syntaxe accompagnant des mots spécifiques (par exemple, la préposition à employer après un adjectif donné), l'étymologie du mot peut paraître justifier une construction plutôt qu'une autre.
- Puisqu'il n'existe aucune autorité centrale de contrôle de l'anglais, l'usage courant semble souvent correspondre à l'usage correct : nombreux sont les gens qui estiment qu'un usage suffisamment répandu est par définition correct.
- Historiquement, le latin a joui d'un grand respect pour son élégance et de nombreux points aujourd'hui contestés (notamment la proscription des split infinitives[2]) mettent en jeu des règles latines transposées en anglais dans l'objectif de le rendre plus élégant. Ce type d'argument n'est plus courant.
- Un locuteur arguera souvent qu'un usage donné est intrinsèquement plus logique qu'un autre ou qu'il est plus cohérent avec d'autres usages (qui, eux, ne sont pas contestés).
- Les constructions qui peuvent introduire une ambiguïté dans certaines circonstances tendent quelquefois à être évitées en toute circonstance.
- Les hypercorrections perçues (le rejet d'un usage que le locuteur, à l'inverse de son auditeur, juge incorrect) sont presque toujours jugées de manière négative et souvent considérées comme prétentieuses.

Cela dit, les locuteurs, jugeant a priori qu'un usage donné est correct ou incorrect, considèrent souvent qu'il ne leur est pas nécessaire d'étayer leur point de vue par l'usage. Ce genre de controverse se complique en outre fréquemment du fait d'impressions erronées des locuteurs, qui peuvent par exemple avoir le sentiment qu'une expression est plus récente qu'elle ne l'est en réalité.

## Prescription et description
Un conflit très courant oppose l'approche prescriptive – qui cherche à prescrire la manière correcte de parler anglais – et l'approche descriptive, qui cherche à décrire comment on parle anglais. On peut imaginer deux positions extrêmes, l'une selon laquelle une construction pourrait être incorrecte quand bien même on la retrouverait dans chaque phrase d'anglais prononcée, l'autre tenant que toute phrase d'anglais jamais prononcée appartient à la langue anglaise et est donc par définition correcte. En pratique, toutefois, les locuteurs se situent entre ces deux extrêmes et considèrent que puisque l'anglais change avec le temps et est régi dans une large mesure par convention une construction doit être considée comme correcte dès lors qu'elle est universelle, mais aussi qu'une phrase donnée peut être « incorrecte » dans la mesure où elle enfreint les conventions de l'anglais.

## Les différentes formes d'anglais
Un facteur aggravant est qu'il existe de nombreuses formes différentes d'anglais et elles obéissent souvent à des conventions différentes ; ce qui est d'évidence grammaticalement correct dans l'une sera de manière tout aussi évidente incorrect dans une autre.

### Situation internationale
L'anglais est parlé dans le monde entier mais l'anglais d'un pays n'est pas toujours celui d'un autre ; par exemple, outre les différences d'accent, d'orthographe et de vocabulaire, il existe de quelques points de grammaire qui différencient les dialectes américains et britanniques. Les locuteurs accepteront d'ordinaire de nombreux dialectes nationaux comme « corrects », mais peuvent n'en considérer qu'un comme correct dans un contexte donné, de la même manière qu'un anglophone peut considérer que le français est correct sans pour autant admettre que c'est un anglais correct. Des controverses peuvent toutefois surgir ; il existe ainsi en Inde un débat sur le point de savoir lequel, de l'anglais américain ou de l'anglais britannique, est le plus correct (alors même que l'anglais indien est devenu dans une large mesure un dialecte indépendant des deux).

### Registre
Des constructions différentes sont acceptables dans différents registres d'anglais. Par exemple, une construction donnée sera souvent jugée trop formelle ou trop informelle pour une situation spécifique.
Les locuteurs ne font pas toujours la différence entre la notion d'anglais « correct » et celle de registre de langue. Par exemple, ils pourront déclarer qu'une construction donnée est incorrecte et inacceptable dans le registre écrit soutenu mais acceptable dans le registre écrit courant ou dans le langage de tous les jours. Inversement, ils pourront dire qu'une certaine construction est correcte et acceptable dans le langage quotidien mais qu'elle est trop informelle pour certains usages. Là où les linguistes qualifieront souvent une construction de correcte dans un certain registre mais pas dans un autre, les anglophones ont en général tendance à voir l'anglais « correct » comme une entité unique et considèrent soit que les registres courant et informel sont des variantes admissibles soit que le registre soutenu impose des contraintes syntaxiques allant au-delà de la simple correction, quand ce ne sont pas les deux à la fois.

## Exemples
- Generic "you" – Brushing your teeth is healthy. au lieu de  Brushing one's teeth is healthy.
- Preposition stranding – I do not know what he is talking about. au lieu de I do not know about what he is talking.
- Split infinitives – To boldly go where no one has gone before. au lieu de To go boldly where.... ou Boldly to go where....
- Subject complements – It is me. au lieu de It is I.
- Gender-neutral language (langage épicène) – If someone did that he or she would regret it. au lieu de If someone did that he would regret it.
  - Singular "they" (They singulier) –  Someone forgot their shoes. au lieu de Someone forgot his or her shoes.
- Subjunctive mood (Le subjonctif) – I wish I were a better man. au lieu de I wish I was a better man.
- Which ou  that dans une proposition relative restrictive –  This is the tree which I saw. au lieu de This is the tree that I saw.
- Who ou whom comme objet d'un verbe ou comme complément d'une préposition dans une proposition relative – This is the person who I see all the time. au lieu de This is the person whom I see all the time.